# Sächsische Landeszentrale für politische Bildung
Die Sächsische Landeszentrale für politische Bildung (SLpB) ist eine überparteiliche staatliche Einrichtung für die politische Bildung in Sachsen. Die Aufsicht über die SLpB obliegt dem Sächsischen Staatsministerium für Kultus.

## Geschichte

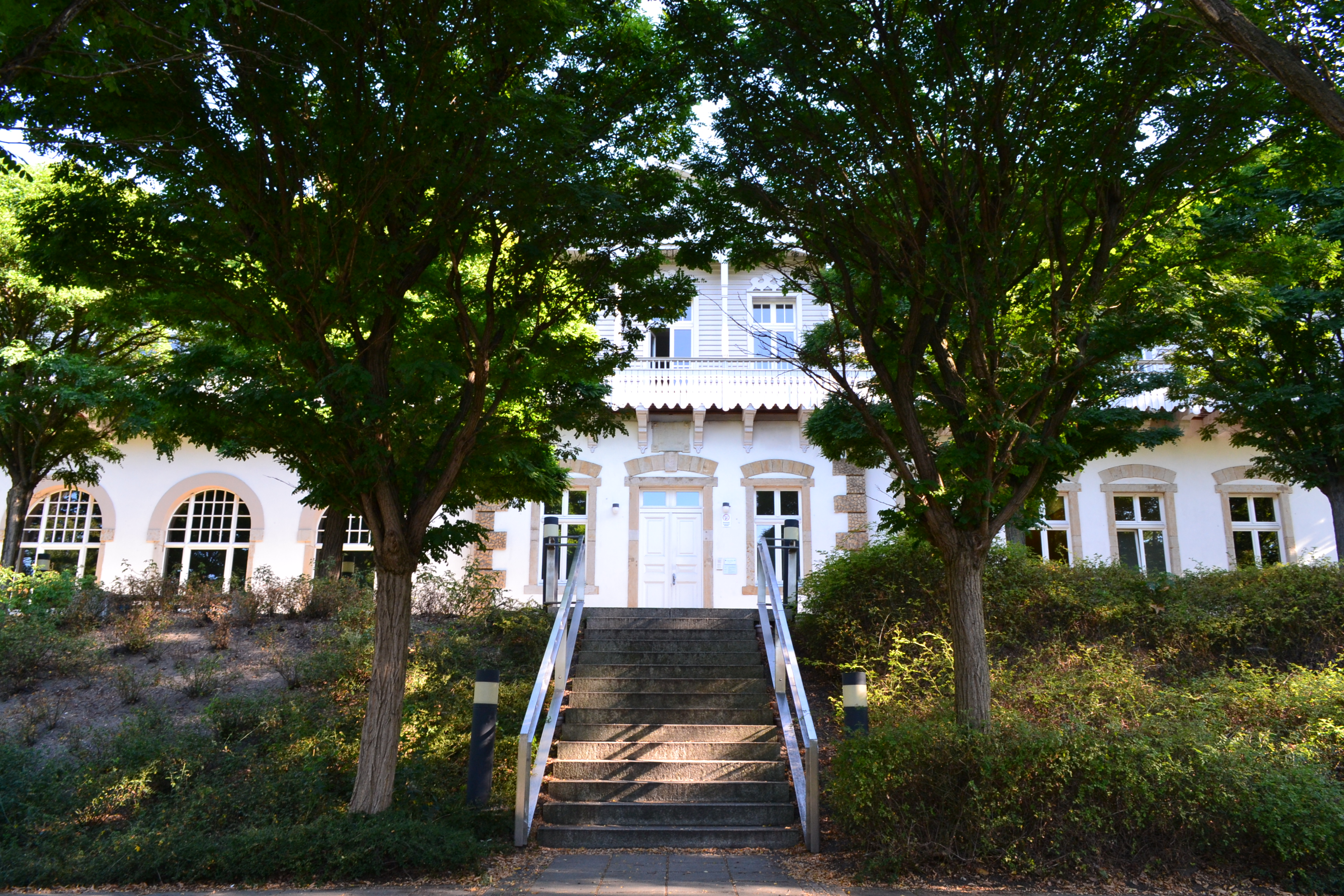
Landeszentrale in der Schützenhofstraße

Die Sächsische Landeszentrale für politische Bildung nahm auf Beschluss der Sächsischen Staatsregierung am 1. Juli 1991 ihre Arbeit auf. Seit März 1992 ist die Landeszentrale im ehemaligen Schützenhof in Dresden-Trachau untergebracht. Die SLpB ist eine nicht rechtsfähige Anstalt des öffentlichen Rechts, die seit 2020 dem Geschäftsbereich des Sächsischen Staatsministeriums der Justiz und für Demokratie, Europa und Gleichstellung zugeordnet ist. Ihre politische Bildungsarbeit basiert auf der Verwaltungsvorschrift des Sächsischen Staatsministeriums der Justiz und für Demokratie, Europa und Gleichstellung über die „Aufgaben und Organisation der Landeszentrale für politische Bildung“ vom 17. Juli 2000. Die inhaltliche Arbeit der SLpB orientiert sich an der freiheitlich-demokratischen Grundordnung und dem Beutelsbacher Konsens. Gemäß Auftrag arbeitet die SLpB überparteilich. Ein Kuratorium aus zehn Sachverständigen sowie elf Landtagsabgeordneten soll die Überparteilichkeit der Arbeit der Landeszentrale sicherstellen.